# Eufémie z Obřan
Eufémie z Obřan († 1297) byla moravská šlechtična, která pocházela z rodu pánů z Obřan.

## Život
Narodila se jako druhorozená dcera Gerharda ze Zbraslavi a Obřan a jeho manželky Jitky z Feldsbergu (Valtic). 
Byla provdána za Tasa z Lomnice, kterému porodila syna Jence. 
Eufémie z Obřan zemřela roku 1297.